# Zygmunt Komorowski

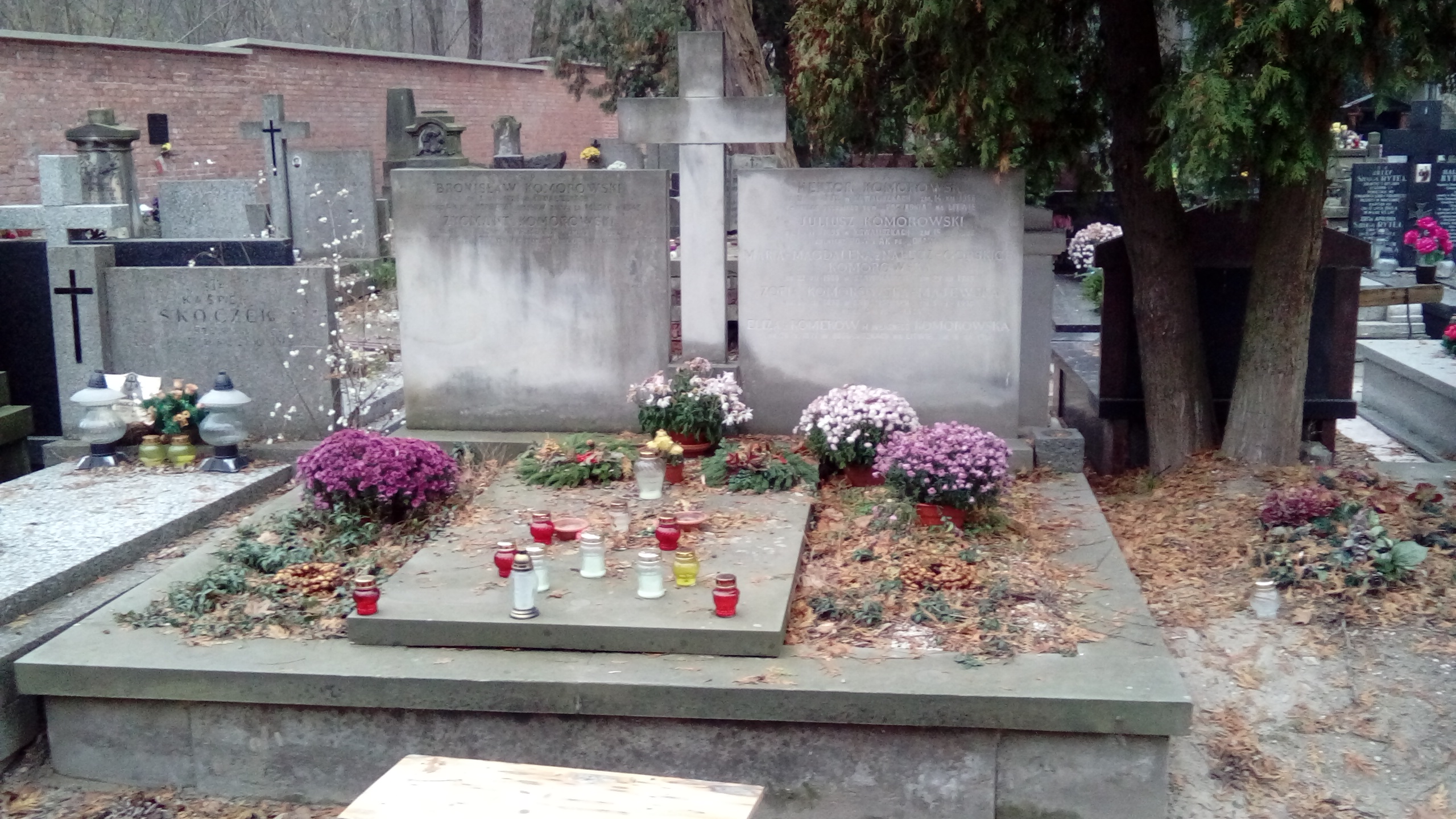
Grab von Zygmunt Komorowski auf dem Powązki-Friedhof in Warschau

Zygmunt Leon Komorowski (* 11. April 1925 in der Nähe von Rokiškis, Republik Litauen; † 27. September 1992 in Warschau) war ein polnischer Afrikawissenschaftler, Soziologe, Anthropologe, Dichter und Vater des ehemaligen polnischen Präsidenten Bronisław Komorowski.                                                                                

## Biografie
Zygmunt Komorowski stammte aus einer landbesitzenden Familie. Seine Eltern waren der Graf Juliusz Komorowski, mit litauischen Wurzeln, und dessen Frau Magdalena Komorowski (geborene Górska). Komorowski absolvierte ein Jurastudium an der Adam-Mickiewicz-Universität Posen. Während des Zweiten Weltkriegs war er als Soldat aktiv. Später diente er im 12. Kołobrzeger Infanterieregiment der polnischen Volksarmee. Nach dem Krieg war er wissenschaftlicher Mitarbeiter an der Universität Warschau. Am 29. September 1946 heiratete er in Łódź Jadwiga Szałkowska (geb. 1921). Das Paar bekam drei Kinder, darunter einen Sohn, der später Präsident der Republik Polen wurde. Der Pole spezialisierte sich auf Soziologie und Kulturanthropologie Afrikas. In den Jahren 1980–1984 hielt er Vorlesungen an den Universitäten in Oran und Nizza. Von 1991 bis 1992 war er polnischer Botschafter in Rumänien. Er starb 1992 in Bukrest und wurde auf dem Powązki-Friedhof in Warschau beigesetzt.

## Werke
- Kultura i oświata w Senegalu. Przykład systemu szkolnego krajów francuskojęzycznych (1968)
- Struktura i rozwój szkolnictwa wyższego we Francji (1968)
- Szkolnictwo w kulturach Afryki. Tradycje wychowawcze oraz współczesne szkolnictwo Afryki Zachodniej i Maghrebu (1973)
- Tradycje i współczesność Afryki Zachodniej. Wstęp do antropologii kulturowej regionu (1973)
- Wśród legend i prawd Afryki (1974)
- Afryka Zachodnia (wraz z Aleksandrem Kawalcem, 1977)
- Senegal – kształtowanie się jedności i niepodległości (1977)
- Wprowadzenie do socjologii Afryki dla studiów podyplomowych (1978)
- Ludy Afryki. Przegląd regionalny (wraz z Bożenną Hanczką-Wrzosek i Adamem Rybińskim, 1985)
- Kultury Maghrebu. Dzieje i grupy etniczne (1989)
- Rzeczpospolita w środku Europy (1993)
- Kultury Czarnej Afryki (1994)